# Застава Тверске области
Застава Тверске области је званична застава руске територијалне јединице Тверска област. Застава је усвојена 28. новембра 1996. године.

## Опис заставе
Застава Тверске области има облик правоугаоне тканине ширине у односу 2:3. Застава је подељена на три поља, а централна компонента заузима 2/4 укупне дужине заставе и на овом делу се налази главни симбол Тверске области - златни кнежевски трон са Шапком Мономаха, која се налази и на грбу Тверске области. Два вертикална златна поља заставе су постављени са обе стране централног дела црвеног поља, заузимајући по 1/4 укупне дужине заставе. 
Укупна ширина слике главног елемента грба на застави Тверске области је 1/4 дужине заставе.